# Pyaneta
Pyaneta  è il quinto album della band rock celtica Materdea. I testi e le musiche sono di Simon Papa e di Marco Strega, quest'ultimo si è occupato di tutti gli arrangiamenti. L'album è stato pubblicato con l'etichetta Midsummer's Eve di Torino di proprietà dei due fondatori della band, in collaborazione con Rockshots Records.

## Tracce
1. Back to Earth - 5:50
2. The Return of the King - 5:28
3. One Thousand and One Nights - 4:58
4. Pyaneta - 5:27
5. Neverland - 6:21
6. S'accabadora - 6:55
7. The Legend of the Pale Mountains - 6:17
8. Legacy of the Woods - 5:41
9. Coven of Balzaares - 6:12
10. Metamorphosis - 5:31
11. Bourrè Del Diavolo - 3:05

## Formazione
- Marco Strega - chitarre elettriche, chitarre classiche, bouzuki, voce, programmazione, tastiere
- Simon Papa - voci e percussioni
- Morgan De Virgilis - basso
- Camilla D'Onofrio - violino
- Chiara Manueddu - violoncello
- Giulia Subba - violino
- Carlos Cantatore - batteria